# Zaječí potok
Der Zaječí potok (deutsch Kiefrich) ist ein rechter Nebenfluss der Bělá in Tschechien. 

## Verlauf
Der Zaječí potok entspringt an der Kamzičí skála am Westhang des Zaječí skok (1077 m) im Altvatergebirge, Tschechien. Der Bach fließt zunächst nach Westen und schlägt am Fuße der Zaječí hora (Hoher Urlich, 1011 m) eine südwestliche Richtung ein. Rechtsseitig erstreckt sich an der Kuppe Borek (Kieferberg) an einem felsigen Hang das Naturreservat „Borek u Domašova“. Der Bach nimmt einige namenlose Zuflüsse auf und mündet schließlich in Horní Domašov  in die Bělá. 

## Geschichte
Während des Zweiten Weltkrieges wurde 1941 am Zaječí potok eines von insgesamt 40 Gefangenenlagern im Gesenke errichtet. Interniert waren hier zunächst 80, bald aber 100 Russen, die Forstarbeit leisten mussten. Bei einer Typhusepidemie im Lager Kiefrich 2 verstarben noch im selben Jahr 18 Gefangene. Im Jahre 2011 wurde der Friedhof des Lagers rekonstruiert und zur Gedenkstätte Borek hergerichtet.